# Karl Frey (Politiker, 1928)

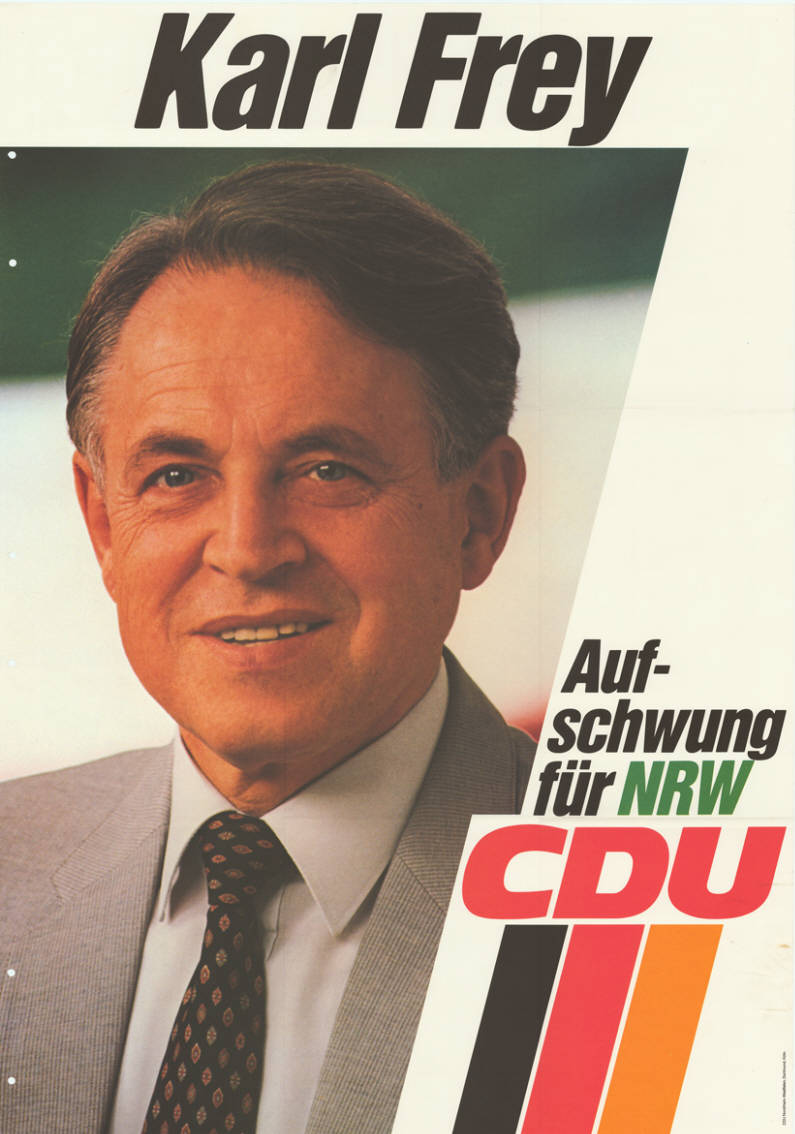
Kandidatenplakat zur Landtagswahl in Nordrhein-Westfalen 1985

Karl Frey (* 6. Oktober 1928 in Jülich; † 14. Juli 2022 in Niederzier) war ein deutscher Politiker und ehemaliger Landtagsabgeordneter (CDU).

## Leben
Nach dem Besuch der Volksschule und des Gymnasiums mit dem Abschluss Abitur studierte er Rechts- und Staatswissenschaften an den Universitäten Bonn und Köln. Nach ablegen des ersten und zweiten Staatsexamens war er als Beamter bei der Stadt Jülich und im Bundesministerium der Verteidigung tätig.
Der CDU gehörte Frey seit 1960 an. Er war in zahlreichen Parteigremien tätig, so u. a. als Vorsitzender des CDU-Kreisverbandes Jülich.

## Abgeordneter
Vom 24. Juli 1966 bis zum 29. Mai 1985 war Frey Mitglied des Landtags des Landes Nordrhein-Westfalen. Er wurde jeweils in den Wahlkreisen 007 Jülich – Düren II bzw. 007 Düren I direkt gewählt.
Dem Rat der Gemeinde Hambach gehörte er von 1964 bis 1971 an, während dieser Zeit war er auch Bürgermeister. Mitglied des Kreistages des Kreises Jülich bzw. des Kreises Düren war er von 1969 bis 1975.